# Dầu hướng dương

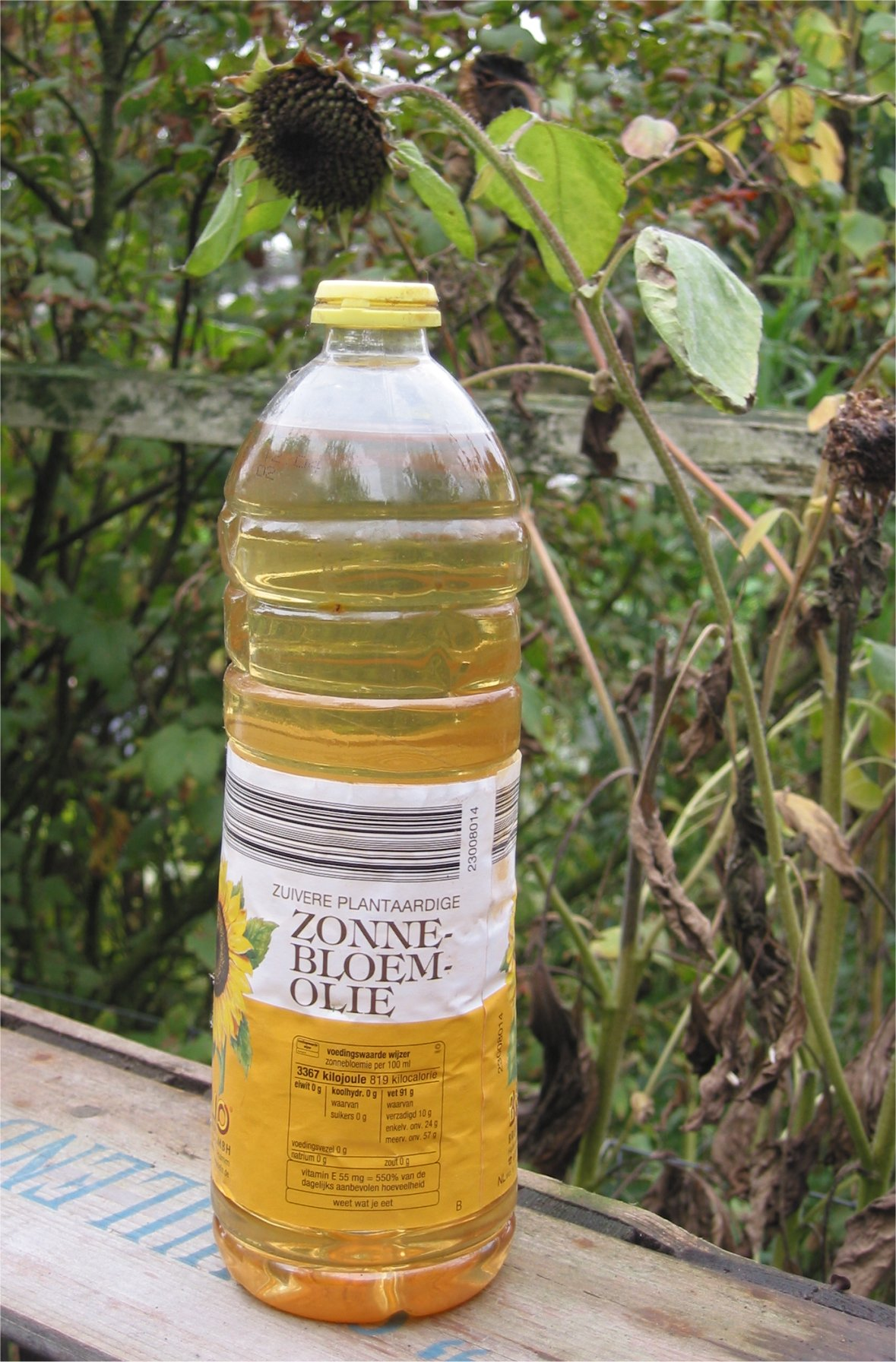
Một chai dầu hướng dương

Dầu hướng dương là loại dầu được chiết xuất từ hoa hướng dương mà bộ phận chính cho dầu là các hạt hướng dương. Những hạt này được ép lấy dầu. Dầu hướng dương được sử dụng làm dầu ăn hoặc làm nguyên liệu cho các hoạt động khác như trang điểm, làm nhiên liệu.... Dầu hướng dương được chiết xuất và sử dụng lần đầu vào năm 1835 tại Nga.

## Công dụng
Dầu hướng dương có nhiều loại khác nhau với tỷ lệ acid béo không no khác nhau. Chính thành phần các acid béo không no cao này trong dầu hướng dương khiến dầu hướng dương trở thành một trong những loại dầu và mỡ thực vật tốt nhất cho sức khỏe, đặc biệt là đối với những người có nguy cơ mắc bệnh tim mạch. Trong một số loại dầu hướng dương chế biến, tỷ lệ acid béo không no, đặc biệt là acid béo không no ngắn thậm chí còn cao hơn cả trong dầu ô liu. Dầu hướng dương cũng thường được chế biến thành diesel sinh học do chi phí sản xuất dầu hướng dương rẻ hơn dầu đậu nành và dầu ô liu.
|                             | Chất béo tổng số | Chất béo bão hòa | Chất béo không no đơn | Chất béo không no đa | Protein |
| Dầu shortening (hydrat hóa) | 71g              | 23g              | 8g                    | 37g                  | 0g      |
| Dầu hướng dương             | 100g             | 10g              | 20g                   | 66g                  | 0g      |
| Dầu đậu nành                | 100g             | 16g              | 23g                   | 58g                  | 0g      |
| Dầu ôliu                    | 100g             | 14g              | 73g                   | 11g                  | 0g      |
| Mỡ lợn                      | 100g             | 39g              | 45g                   | 11g                  | 0g      |
| Bơ                          | 81g              | 51g              | 21g                   | 3g                   | 1g      |